# Alquilsulfonato

Estructura general de un sulfonato de alquilo

Los sulfonatos de alquilo son una clase compuestos de química orgánica. Son ésteres alquilo del ácido sulfónico y tienen en general una fórmula R-SO2-O-R. 
Actúan como agentes alquilantes fuertes, debido a que el grupo sulfona se deprende fácilmente.

## Síntesis
Los sulfonatos de alquilo pueden ser preparados partiendo de cloroalquilsulfonato mediante la reacción de Reed, seguida por una sustitución nucleófila con un alcóxido. La ventaja de este método es que se pueden preparar sulfonatos de alquilo mixtos (ambos grupos alquilo difieren en su estructura).

## Usos
- Analítica: se utiliza las sales de sodio en la cromatografía líquida de fase inversa y en cromatografía de capa fina en fase inversa como contra-iones.

- Biología: interactuar específicamente con sustancias biológicas, especialmente proteínas. Algunos de ellos se utilizan como agentes alquilantes antineoplásicos en el tratamiento del cáncer, por ejemplo, busulfano.[1]

- Industrial: como emulsionantes en pinturas, adhesivos, plastificantes y aditivos de combustibles.